# Попов, Леонид Дмитриевич
Леонид Дмитриевич Попов (1899—1941) — активный участник становления Советской власти в Липецке.
Родился в 1899 году в Липецке. Мальчиком работал на махорочной плантации в Сошках. В первые годы Советской власти — агитатор уездного комитета партии. В мае 1919 года ушёл добровольцем на фронт, участвовал в боях.
После окончания гражданской войны Л. Д. Попов в 1920 году избирается председателем Липецкого уездного комитета комсомола. Работал в ЧК, заместителем председателя уездного исполкома. Окончив сельскохозяйственную академию, работает агрономом в колхозе. После учёбы в аспирантуре — научный сотрудник, директор совхоза в Ростовской области, старший инспектор Министерства совхозов.
В первые дни Великой Отечественной войны Л. Д. Попов добровольцем ушёл на фронт. Погиб в сентябре 1941 года.

## Увековечение памяти
21 мая 1957 года новый переулок в Липецке получил имя Попова.
К 50-летию Великой Октябрьской социалистической революции на площаде Революции был открыт памятник-обелиск, рядом с которым на изогнутой стеле барельефное изображение лиц тех, кто принимал активное участие в утверждении Советской власти в Липецке. На торце стелы начертаны их имена, в том числе и Леонида Попова.